# Thaumatopachylus setulosus
Thaumatopachylus setulosus is een hooiwagen uit de familie Gonyleptidae.